# Araneus liberalis
Araneus liberalis är en spindelart som beskrevs av William Joseph Rainbow 1902. Araneus liberalis ingår i släktet Araneus och familjen hjulspindlar.
Artens utbredningsområde är New South Wales. Inga underarter finns listade i Catalogue of Life.